# برنس أوف بيرشيا: ذا فولن كينج
برنس أوف بيرشيا: ذا فولن كينج (بالإنجليزية: Prince of Persia: The Fallen King)‏ هي لعبة فيديو من نوع أكشن-مغامرات، صدرت في عام 2008، اللعبة من تطوير يوبي سوفت الدار البيضاء ومن نشر يوبي سوفت.